# Arantxa Ochoa
Arantxa Ochoa (Valladolid, 1974) es una exbailarina española que trabajó durante 16 años en el Pennsylvania Ballet, residenciada en los Estados Unidos.

## Biografía
Sus inicios fueron en la disciplina de la gimnasia rítmica. Cuando tenía 12 años su familia se mudó a Madrid y tuvo la oportunidad de iniciar estudios formales de danza en el Estudio de Danza de  Víctor Ullate entre 1985 y 1988. Dos años después se trasladó a Monte Carlo para continuar sus estudios en la Acadèmie de Danse Princesse Grace. En 1991 audicionó en la Escuela del American Ballet en Nueva York, donde completó sus estudios de ballet hasta 1993.
Su carrera profesional se inició con el Hartford Ballet en 1993 y, en 1996, pasa a formar parte del cuerpo de baile del Pennsylvania Ballet. Tres años después es ascendida al puesto de solista y en 2001 nuevamente es ascendida a la categoría de principal.
En 2012, luego de 16 años con el Pennsylvania Ballet, 11 de ellos como solista, se retiró de los escenarios en una función de Giselle.
Está casada con el bailarín Alexabder Iziliaev.